# Värtsilä

Värtsilä.

Värtsilä is een voormalige gemeente in de Finse provincie Oost-Finland en in de Finse regio Noord-Karelië. De gemeente had een totale oppervlakte van 136 km² en telde 636 inwoners in 2003.
Sinds 2005 maakte de gemeente deel uit van Tohmajärvi.